# Oscillateur (automate cellulaire)
Pour les articles homonymes, voir Oscillateur.
Dans un automate cellulaire, un motif fini est appelé oscillateur s'il retourne à son état d'origine, dans la même orientation et à la même position, au bout d'un nombre fini de générations.

## Terminologie
Le plus petit nombre de générations nécessaires au motif pour revenir à son état initial est appelée la « période » de l'oscillateur.
Les structures stables sont des cas particuliers où l'on peut considérer que la période est égale à 1 (puisqu'ils sont égaux à eux-mêmes dans toute génération).
Les vaisseaux sont des oscillateurs qui reviennent à leur état d'origine au bout d'un certain nombre de générations, mais pas à la même position.
L'ensemble des cellules qui restent vivantes tout au long d'une période de l'oscilateur est appelé le « stator ». Celles qui meurent ou naissent en cours de période forment le « rotor ».

## Exemples
Le jeu de la vie possède de nombreux oscillateurs. On peut notamment les classer selon leurs périodes.
| Période d'oscillation | Exemples                                             | Exemples                                             | Exemples |
| Période d'oscillation | Images                                               | Commentaires                                         | Remarques |
| 2                     |                                                      | Le « clignotant » (blinker)                          | C'est le plus petit oscillateur du jeu de la vie. Composé de seulement trois cellules à chaque génération, il apparaît facilement de façon quasi-spontanée. |
| 3                     |                                                      | oscillateur seul                                     | Ces trois oscillateurs sont en fait un même oscillateur entouré ou non de blocs, la présence de ces blocs n'ayant aucune influence sur l'oscillateur.       |
| 3                     | le même oscillateur avec un bloc en bas à gauche     |                                                      | Ces trois oscillateurs sont en fait un même oscillateur entouré ou non de blocs, la présence de ces blocs n'ayant aucune influence sur l'oscillateur.       |
| 3                     | oscillateur entouré de quatre blocs                  |                                                      | Ces trois oscillateurs sont en fait un même oscillateur entouré ou non de blocs, la présence de ces blocs n'ayant aucune influence sur l'oscillateur.       |
| 3                     | une croix                                            |                                                      | |
| 3                     | une diagonale                                        |                                                      | |
| 4                     |                                                      | une « horloge »                                      | une « horloge » |
| 4                     | une variante de l’« horloge »                        |                                                      | |
| 5                     |                                                      | un « octogone »                                      | un « octogone » |
| 5                     | une fontaine                                         |                                                      | |
| 5                     | une diagonale                                        |                                                      | |
| 8                     |                                                      | La « galaxie de Kok »                                | La « galaxie de Kok » |
| 15                    |                                                      | le « pentadécathlon »                                | le « pentadécathlon » |
| 16                    |                                                      | la « pince du crabe » par deduction de l'animation   | la « pince du crabe » par deduction de l'animation |
| etc.                  | la période peut théoriquement aller jusqu'à l'infini | la période peut théoriquement aller jusqu'à l'infini | la période peut théoriquement aller jusqu'à l'infini |